# Heniochus diphreutes
Heniochus diphreutes – ryba morska z rodziny chetonikowatych. Bywa hodowana w akwariach morskich. Bardzo podobna do Heniochus acuminatus.

## Występowanie
rafy koralowe ciepłych wód oceanicznych od Morza Czerwonego i południowej Afryki    przez Ocean Indyjski, Ocean Spokojny, Hawaje i na południe do Australii. Najczęściej przebywa na głębokościach 40 – 50 m, spotykana na głębokościach ok. 200 m.

## Opis
Dorasta do 21 cm długości. Młode osobniki często oczyszczają skórę innych ryb z pasożytów. Pływają w dużych grupach. Dorosłe osobniki wykazują dobrze rozwinięty instynkt opiekuńczy.